# Stelios Wenetidis
Stylianos „Stelios” Wenetidis (ur. 19 listopada 1976 w Larisie) – grecki piłkarz grający na pozycji lewego obrońcy.

## Kariera
Wenetidis profesjonalną karierą zaczynał w sezonie 1994/1995 w klubie Orestis Orestiada. Po roku odszedł do Skody Ksanti. Od sezonu 1999/2000 grał już w PAOK FC, gdzie zdobył swoje pierwsze poważne trofeum – Puchar Grecji. W 2001 roku został wykupiony za 1,5 mln euro przez Olympiakos SFP. Tutaj zdobył pięć mistrzostw kraju – w sezonach: 2001/2002, 2002/2003, 2004/2005 i 2005/2006. Po ostatnim mistrzostwie 31-letni piłkarz przeszedł do AE Larisa. W 2012 roku zakończył karierę.
Były reprezentant Grecji, z którą zdobył Mistrzostwo Europy w 2004 roku.